# PBS Digital Studios
 (janvier 2021).
La mise en forme du texte ne suit pas les recommandations de Wikipédia : il faut le « wikifier ».
Les points d'amélioration suivants sont les cas les plus fréquents. Le détail des points à revoir est peut-être précisé sur la page de discussion.
- Les titres sont pré-formatés par le logiciel. Ils ne sont ni en capitales, ni en gras.
- Le texte ne doit pas être écrit en capitales (les noms de famille non plus), ni en gras, ni en italique, ni en « petit »…
- Le gras n'est utilisé que pour surligner le titre de l'article dans l'introduction, une seule fois.
- L'italique est rarement utilisé : mots en langue étrangère, titres d'œuvres, noms de bateaux, etc.
- Les citations ne sont pas en italique mais en corps de texte normal. Elles sont entourées par des guillemets français : « et ».
- Les listes à puces sont à éviter, des paragraphes rédigés étant largement préférés. Les tableaux sont à réserver à la présentation de données structurées (résultats, etc.).
- Les appels de note de bas de page (petits chiffres en exposant, introduits par l'outil «  Source ») sont à placer entre la fin de phrase et le point final[comme ça].
- Les liens internes (vers d'autres articles de Wikipédia) sont à choisir avec parcimonie. Créez des liens vers des articles approfondissant le sujet. Les termes génériques sans rapport avec le sujet sont à éviter, ainsi que les répétitions de liens vers un même terme.
- Les liens externes sont à placer uniquement dans une section « Liens externes », à la fin de l'article. Ces liens sont à choisir avec parcimonie suivant les règles définies. Si un lien sert de source à l'article, son insertion dans le texte est à faire par les notes de bas de page.
- La présentation des références doit suivre les conventions bibliographiques. Il est recommandé d'utiliser les modèles {{Ouvrage}}, {{Chapitre}}, {{Article}}, {{Lien web}} et/ou {{Bibliographie}}. Le mode d'édition visuel peut mettre en forme automatiquement les références.
- Insérer une infobox (cadre d'informations à droite) n'est pas obligatoire pour parachever la mise en page.

Pour une aide détaillée, merci de consulter Aide:Wikification.
Si vous pensez que ces points ont été résolus, vous pouvez retirer ce bandeau et améliorer la mise en forme d'un autre article.
PBS Digital Studios est une chaîne et un réseau de YouTube par lesquels PBS distribue un contenu vidéo éducatif original sur le Web. Il comprend à la fois des séries originales et des partenariats avec des chaînes YouTube existantes. La plupart des séries portent sur la science, la culture pop, l'art, la nourriture, les nouvelles et la musique, bien que la chaîne ait initialement été lancée avec une série de remixes vidéo basés sur des vedettes de PBS telles que M. Rogers

## L'histoire
PBS Digital Studios a été fondé par Jason Seiken en juin 2012. Ils ont eu leur premier succès viral avec un "remix" de voix autotuned de Mr. Rogers' Neighborhood (en) intitulé Garden of Your Mind. 
Le réseau PBS Digital Studios a reçu plus de 500 millions de vues et compte plus de 7 millions d'abonnés. Les séries populaires trouvées sur leurs chaînes incluent Crash Course, Blank on Blank, It's Okay To Be Smart, et la chaîne PBS Idea, récompensée par plusieurs Webby Award. Chaque mois, les émissions représentent en moyenne plus de 5 millions de vues.
Sa première série scénarisée, Frankenstein, MD (en), a été lancée le 19 août 2014 et s'est poursuivie jusqu'au 31 octobre 2014,.
En 2015, PBS Digital Studios s'est associé à la série Crash Course des Green brothers (en), en commandant trois cours sur les sujets suivants : l'astronomie, le gouvernement américain et la philosophie.
En plus de la publication de séries, PBS Digital Studios s'est associé à des chaînes YouTube existantes. Ils se sont associés à BrainCraft en juin 2014  et à Physics Girl en août 2015.
En 2017, le réseau a annulé un grand nombre de ses émissions, y compris des chaînes populaires telles que PBS Game / Show et PBS Idea Channel.

## Série actuelle
- Above The Noise
- The Art Assignment
- CrashCourse
- Deep Look
- The Good Stuff
- Hot Mess
- Indie Alaska
- It's Lit!
- It's Okay To Be Smart
- Monstrum
- PBS Eons
- PBS Space Time
- PBS Terra
- Reactions
- Sound Field
- Self-Evident
- Two Cents

## Séries passées
Depuis décembre 2020, PBS Digital Studios répertorie les séries suivantes comme "passées":
- 24 Frames
- America From Scratch
- AMomentofSciencePBS
- Are You MN Enough?
- BBQwithFranklin
- Beat Making Lab
- Blank on Blank
- Bon Appétempt
- Central Standard
- Everything But the News
- First Person
- FullTimeKid
- Gross Science
- Global Weirding with Katharine Hayhoe
- I Contain Multitudes
- The Intergalactic Nemesis
- Indie Lens Storycast
- InventorSeries
- Makin' Friends with Ryan Miller
- Mike Likes Science
- ModernComedian
- NOURISH
- Only in El Paso
- opbmusicStagepass
- Origin Of Everything
- PBS Diorama
- PBS Game/Show
- PBS Idea Channel
- PBS Infinite Series
- PBSoffbook
- PBS ReInventors
- Pancake Mountain
- Physics Girl
- PRIDELAND
- Say It Loud
- Shanks FX
- Serving Up Science
- You're Doing it Wrong